# Пригоди Болека і Льолека
«Пригоди Болека та Льолека» — польський мультсеріал для дітей, створений у 1972—1980 роках на Студії мультфільмів у Бельсько-Бялі. Це п'ятий мультсеріал про пригоди Болека і Льолека. Спочатку серіал мав складатися з 52 епізодів, запланованих на кожну пору року, з тринадцятьма епізодами, які відповідали кожному сезону. У цьому мультсеріалі Владислав Негребецький також вирішив представити третього героя — Толю. Толя вперше з'являється в епізоді 4. У верхній частині серії, як і у верхній частині серії «Болек і Льолек на Дикому Заході», є логотип Ордена Усмішки, який є підписом Владислава Негребецького, одного з перших членів Ордену.
У 2019 році була проведена цифрова реконструкція. Кілька епізодів серіалу доступні на стрімінговій платформі 35mm.online.

## Опис сюжету
Мультсеріал розповідає про пригоди двох хлопців і дівчини — Болека, Льолека і Толі, які переживають дивовижні пригоди — від піших походів, велосипедних і автомобільних подорожей до круїзів на човні.

## Список епізодів
1. Хворий зуб — реж. Станіслав Дюльц
2. Дощові канікули — реж. Броніслав Земан
3. Собачка — реж. Вацлав Вайсер
4. Толя — реж. Юзеф Чвєртня
5. Бівак — реж. Станіслав Дюльц
6. Похід у гори — реж. Вацлав Вайсер
7. Біля озера — реж. Вацлав Вайсер
8. Ворон — реж. Станіслав Дюльц
9. У пустелі — реж. Зджіслав Кудла
10. Автомобільна подорож — реж. Станіслав Дюльц
11. Серпнева подорож — реж. Вацлав Вайсер
12. Зимові ігри — реж. Зджіслав Кудла
13. Підкорювачі небес — реж. Станіслав Дюльц
14. Мавпа — реж. Вацлав Вайсер
15. Зимовий конкурс — реж. Францішек Пітер
16. Сніданок у кемпінгу — реж. Едвард Вонтор і Ромуальд Клис
17. Іменини Толі — реж. Едвард Вонтор
18. Воно горить — реж. Вацлав Вайсер
19. Таємниця Толі — реж. Владислав Негребецький
20. Зелені стежки — реж. Францішек Пітер
21. Канарек — реж. Владислав Негребецький
22. Підводна подорож — реж. Станіслав Дюльц
23. Біг по пересіченій місцевості — реж. Вацлав Вайсер
24. Канікули на селі — реж. Зджіслав Кудла
25. Дресирована собака — реж. Владислав Негребецький
26. Пригода на двох колесах — реж. Едвард Вонтор і Ромуальд Клис
27. На вітрильнику — реж. Вацлав Вайсер
28. Загублений слід — реж. Едвард Вонтор
29. Лоша — реж. Станіслав Дюльц
30. Великий матч — реж. Юзеф Бирди
31. Лелека — реж. Вацлав Вайсер
32. Друзі Бобра — реж. Едвард Вонтор, Ромуальд Клис
33. Похід на байдарках — реж. Едвард Вонтор, Ромуальд Клис
34. Таємничий план — реж. Вацлав Вайсер
35. Фотожурналіст — реж. Едвард Вонтор і Ромуальд Клис
36. Конкурс повітряних зміїв — реж. Вацлав Вайсер
37. Прогул — реж. Ромуальд Клис
38. Саренка — реж. Вацлав Вайсер
39. Скаутська гвардія — реж. Ришард Лепюра
40. Музиканти — реж. Євгеніуш Котовський
41. Канікули біля моря — реж. Ромуальд Клис
42. Маленькі садівники — реж. Ришард Лепюра
43. Оманлива підказка — реж. Ромуальд Клис
44. Ковбой та індіанці — реж. Ромуальд Клис
45. Хованки — реж. Ян Ходер
46. Святкові стежки — реж. Ришард Лепюра
47. Мандрівний цирк — реж. Юзеф Бирди
48. Весняне прибирання — реж. Едвард Вонтор
49. Поштовий голуб — реж. Ромуальд Клис
50. Дельтаплан — реж. Вацлав Вайсер
51. Морська експедиція — реж. Станіслав Дюльц
52. День сміху — реж. Едвард Вонтор
53. Весняна гроза — реж. Вацлав Вайсер
54. Маленький бичок — реж. Ришард Лепюра
55. Циганська машина — реж. Ромуальд Клис
56. Мамині іменини — реж. Вацлав Вайсер
57. Чорний прапор — реж. Юзеф Бирди
58. Судно на повітряній подушці — реж. Ришард Лепюра
59. Подорож з роботом — реж. Юзеф Чвєртня
60. Лолек Лунатик — реж. Євгеніуш Котовський
61. Авіаційні пригоди — реж. Станіслав Дюльц
62. Пропала собака — реж. Вацлав Вайсер
63. Хрещення на екваторі — реж. Євгеніуш Котовський

## Список режисерів
Над цим серіалом працювало 13 режисерів, які були під керівництвом автора серіалу — Владислава Негребецького. Нижче наведено список авторів серій в алфавітному порядку (в дужках вказано кількість знятих серій):
- Юзеф Берді (3)
- Юзеф Чвєртня (2)
- Станіслав Дюльц (9)
- Ян Ходер (1)
- Ромуальд Клис (11, включаючи 5 з Едвардом Вонтором)
- Євгеніуш Котовський (3)
- Зджіслав Кудла (3)
- Ришард Лепюра (4)
- Владислав Негребецький (3)
- Францішек Пітер (2)
- Вацлав Вайсер (15)
- Едвард Вонтор (8, у тому числі 5 з Ромуальдом Клисом)
- Броніслав Земан (1)

## Дивиться також
- Болек і Льолек (мультсеріал) — перший цикл
- Болек і Льолек на канікулах — другий цикл
- Болек і Льолек вирушили у світ — третій цикл
- Казки Болек і Льолек — четвертий цикл
- Болек і Льолек